# Municipio de Salem (condado de Washtenaw)
El municipio de Salem (en inglés: Salem Township) es un municipio ubicado en el condado de Washtenaw en el estado estadounidense de Míchigan. En el año 2010 tenía una población de 5627 habitantes y una densidad poblacional de 63,2 personas por km².

## Geografía
El municipio de Salem se encuentra ubicado en las coordenadas 42°23′24″N 83°36′24″O / 42.39000, -83.60667. Según la Oficina del Censo de los Estados Unidos, el municipio tiene una superficie total de 89.04 km², de la cual 88,8 km² corresponden a tierra firme y (0,26 %) 0,23 km² es agua.

## Demografía
Según el censo de 2010, había 5627 personas residiendo en el municipio de Salem. La densidad de población era de 63,2 hab./km². De los 5627 habitantes, el municipio de Salem estaba compuesto por el 95,27 % blancos, el 1,3 % eran afroamericanos, el 0,27 % eran amerindios, el 1,17 % eran asiáticos, el 0,68 % eran de otras razas y el 1,32 % eran de una mezcla de razas. Del total de la población el 2,49 % eran hispanos o latinos de cualquier raza.